# Tadsch os-Saltaneh

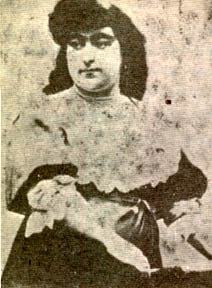
Tadsch os-Saltaneh

Tadsch os-Saltaneh (* 1883; † 25. Januar 1936; persisch تاج السلطنه) war eine persische Prinzessin der Qadscharen-Dynastie und Autobiografin. 

## Leben
Sie war Tochter des Nāser ad-Din Schāh, ihre Mutter war Turan os-Saltaneh, mit der der Schah eine Zeitehe einging. Sie war eine Unterstützerin der konstitutionellen Revolution und ein bekanntes Mitglied der Gesellschaft für die Freiheit der Frauen.
Ihre Memoiren, geschrieben um 1920 und veröffentlicht unter dem Titel Ḫāțerāt-e Tāğ os-Salțaneh (خاطرات تاج السلطنه; deutsch „Die Erinnerungen der Tadsch os-Saltaneh“), waren das erste autobiographische Werk, das im Iran erschien.
Nach ihrem Tod wurde sie auf dem Friedhof Zahi-od-duleh in Tadschrisch beigesetzt.